# Huygens princip
För andra betydelser, se Huygens (olika betydelser).

Vågfronter (i grönt och blått) ritade enligt Huygens princip förklarar Snells lag.

Huygens princip (efter Christiaan Huygens) är en beskrivning av hur en vågrörelse utbreder sig. Principen säger att varje punkt på en vågfront är en källa till en ny våg som utbreder sig sfäriskt. Efter en viss tid anges vågfrontens position av ytans tangent till de sekundära vågorna. Alla dessa punktvågor blir sedan tillsammans en ny våg. Med hjälp av Huygens princip kan optikfenomen såsom reflektion och brytning förklaras.

## Kommentar om vågfronten
Värt att notera i samband med brytning är en tänkt situation med marscherande soldater på rad. När de stöter på ett område med snö kommer ledet (det vill säga vågfronten) att orienteras om eftersom de som går i snön antas marschera långsammare än de som fortfarande är kvar på barmark, men det betyder inte att soldaterna ändrar riktning. Det gäller alltså att skilja på vågfrontens orientering och rörelsemängdens riktning.
Observera att Huygens princip inte förklarar Snells lag, då Huygens princip bland annat medför att flera brytningsvinklar är möjliga. Betänk interferenslinjer. Brytning av ljus förklaras av respektive materials permittivitet och det elektriska fältet. Betänk situationen i gränsytan. Det elektriska fältet är alltid vinkelrätt mot utbredningsriktningen. Dela in fältet i två vektorer, en parallell mot gränsytan, en vinkelrät emot. I gränssnittet är den parallella lika stor, medan den vinkelräta beror på materialets permittivitet. Använd sedan Maxwells ekvationer för att beräkna storleken på det vinkelräta fältet mot ytan. Sammantaget ger de två elektriska fälten ett nytt E-fält. Ljusets riktning fås därefter då det är vinkelrätt mot det nya E-fältet.

## Matematisk beskrivning av källor
Inom matematiken kan man till exempel studera divergensen av intensitetsvektorn. Om den är noll finns inga energikällor. Jämför
{\displaystyle \mathbf {I} (r,t)={\frac {f(t)}{r^{2}}}{\hat {r}}}
där divergensen i sfäriska koordinater blir
{\displaystyle \nabla \cdot \mathbf {I} (r,t)={\frac {f(t)}{r^{2}}}{\frac {\partial (1)}{\partial r}}=0}
med
{\displaystyle \mathbf {I} (r,t)={\frac {f(t-r/c)}{r^{2}}}{\hat {r}}}
som bland annat med hjälp av produktregeln istället ger
{\displaystyle \nabla \cdot \mathbf {I} (r,t)=\nabla f(t-r/c)\cdot {\frac {\hat {r}}{r^{2}}}+f(t-r/c)\nabla \cdot {\frac {\hat {r}}{r^{2}}}=-{\frac {\nabla {r}}{c}}f'(t-r/c)\cdot {\frac {\hat {r}}{r^{2}}}+0=-{\frac {f'(t-r/c)}{r^{2}c}}}
Den sistnämnda formuleringen visar att en sfärisk våg som propagerar med utbredningsfarten {\textstyle c} kan tänkas utgöra källor i mediet.